# Колонија Фабричи (Тимиш)
Колонија Фабричи (рум. Colonia Fabricii) насеље је у Румунији у округу Тимиш у општини Томешти. Oпштина се налази на надморској висини од 269 m.

## Становништво
Према подацима из 2002. године у насељу је живело 745 становника.

### Попис2002.
| Расподела становништва по националности 2002.‍ | Расподела становништва по националности 2002.‍ | Расподела становништва по националности 2002.‍ | Расподела становништва по националности 2002.‍ | Расподела становништва по националности 2002.‍ |
| --------------------------------------------- | --------------------------------------------- | --------------------------------------------- | --------------------------------------------- | --------------------------------------------- |
|                                               |                                               |                                               |                                               |                                               |
| Румуни                                        | Румуни                                        |                                               | 696                                           | 93,7%                                         |
| Мађари                                        | Мађари                                        |                                               | 31                                            | 4,2%                                          |
| Немци                                         | Немци                                         |                                               | 16                                            | 2,2%                                          |